# 紐芬蘭與拉布拉多省
紐芬蘭與拉布拉多省（英語：Newfoundland and Labrador，舊稱紐芬蘭省），簡稱紐省，是加拿大的十個省之一。紐芬蘭與拉布拉多省由兩部分組成：位於北美大陸以東的纽芬兰岛和附近岛屿，以及位於大陸東岸，與紐芬蘭島隔海相望的拉布拉多地區及其附属岛屿。省份总面积为405,212平方公里。在2018年，省份的人口约为525,073人。省内大约92%的人口居住在纽芬兰及其周边的小岛屿上，这其中又有超过一半居住在阿瓦隆半岛上。
該省於1949年3月31日以「紐芬蘭省」的名稱加入加拿大聯邦，是最後一個加入聯邦的省份，但實際上英國從1809年開始將北美大陸上的拉布拉多地區從鄰近的魁北克省劃入紐芬蘭後，該行政區不僅包括紐芬蘭島而且包括比該島還要大的拉布拉多。因此從1964年起，為體現拉布拉多的部分，省政府開始稱呼自己為「紐芬蘭與拉布拉多」政府。加拿大国会於2001年12月6日修改憲法，將省份的名字正式由「紐芬蘭省」改為「紐芬蘭與拉布拉多省」。

## 名稱來源
「紐芬蘭」（Newfoundland）一詞在英文裡拆開即為New Found Land，意為「新發現的土地」，此地為大英帝國的第一個海外殖民地。「拉布拉多」則是以葡萄牙航海家約翰·費南德斯·拉佛拉多（葡萄牙語：João Fernandes Lavrador）的名字命名。

## 歷史
距今9100年前，即有人類在今紐芬蘭與拉布拉多省生活，其文化稱作Maritime Archaic Tradition（「濱海古文明」）。後來，古愛斯基摩人的多爾塞特文化（Dorset Culture）在此出現，最終則是因紐特人（Inuit）和因努人（Innu）生活在拉布拉多，貝奧圖克人（Beothuk）生活在紐芬蘭島上。目前已知最早抵達的歐洲人為1000年左右在蘭塞奧茲牧草地建立村莊的北歐維京人。五百年後，歐洲航海家喬瓦尼·卡博托（John Cabot）、加斯帕·克爾特·雷阿爾（Gaspar Corte-Real）、雅克·卡蒂埃以及來自英格蘭、愛爾蘭、葡萄牙、法國、荷蘭、西班牙、巴斯克地區的漁民開始在此地進行探險及開拓。
1583年，英格蘭探險家漢弗利·吉爾伯特（Humphrey Gilbert）爵士宣称紐芬蘭屬於英格蘭，紐芬蘭成為大英帝國的第一個海外殖民地。之後的一百多年裡，英、法、荷蘭三國的漁民在紐芬蘭海域捕魚，其中法國漁民遍佈紐芬蘭的南、北、西岸。1713年，法國在《烏得勒支和約》中放棄了對紐芬蘭的領土主張。
1832年，英國在紐芬蘭建立民選議會，1854年起紐芬蘭獲得責任政府（responsible government；政府對議會負責）。1869年選舉中，紐芬蘭選民拒絕加入加拿大聯邦。1907年起紐芬蘭成為大英帝國的自治領，第一次世界大戰中紐芬蘭亦派遣了自己的軍隊赴歐洲前線參戰。然而，歐戰及大蕭條嚴重衝擊紐芬蘭政府的財政，1932年時政府幾近破產。1934年，紐芬蘭立法院放棄自治地位，回退成由英國派員管轄的殖民地。
1948年，紐芬蘭公投，決定加入加拿大聯邦。1949年3月31日子夜，紐芬蘭正式成為加拿大的第十個，亦是最後加入的省份。
拉布拉多地區和魁北克長期存在邊界糾紛，現今的邊界為1927年英國樞密院司法委員會的判決所決定。
幾個世紀以來，漁業一直是紐芬蘭的支柱產業之一。但20世紀下半葉，先進的捕魚技術造成鱈魚數量急劇下降。1992年7月2日，加拿大政府下達禁漁令，禁止捕鱈；頃刻間三萬人失去工作，接下來的十年當中紐芬蘭的人口下降了10%。

## 地理

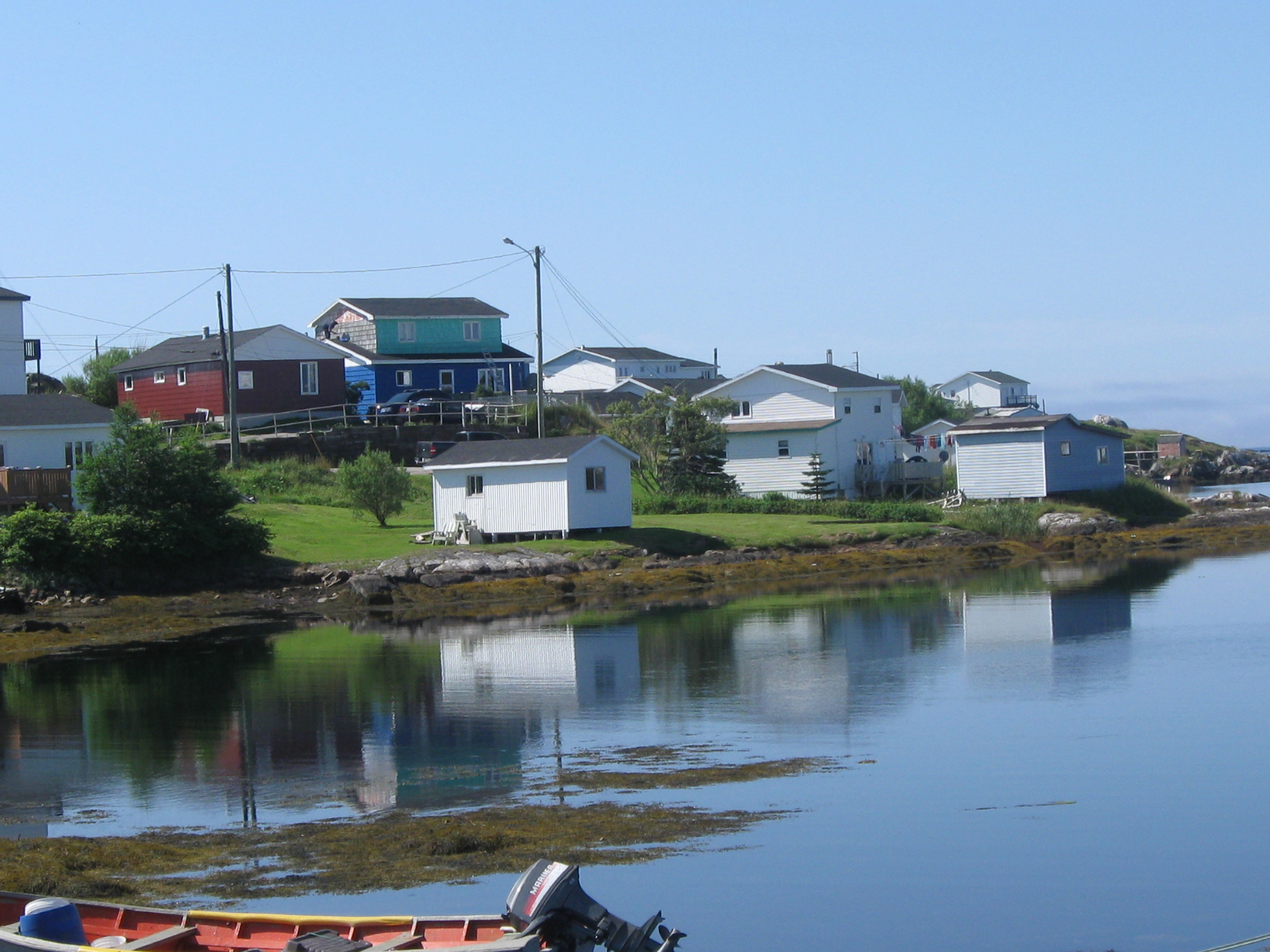
Isle aux Morts 海岸

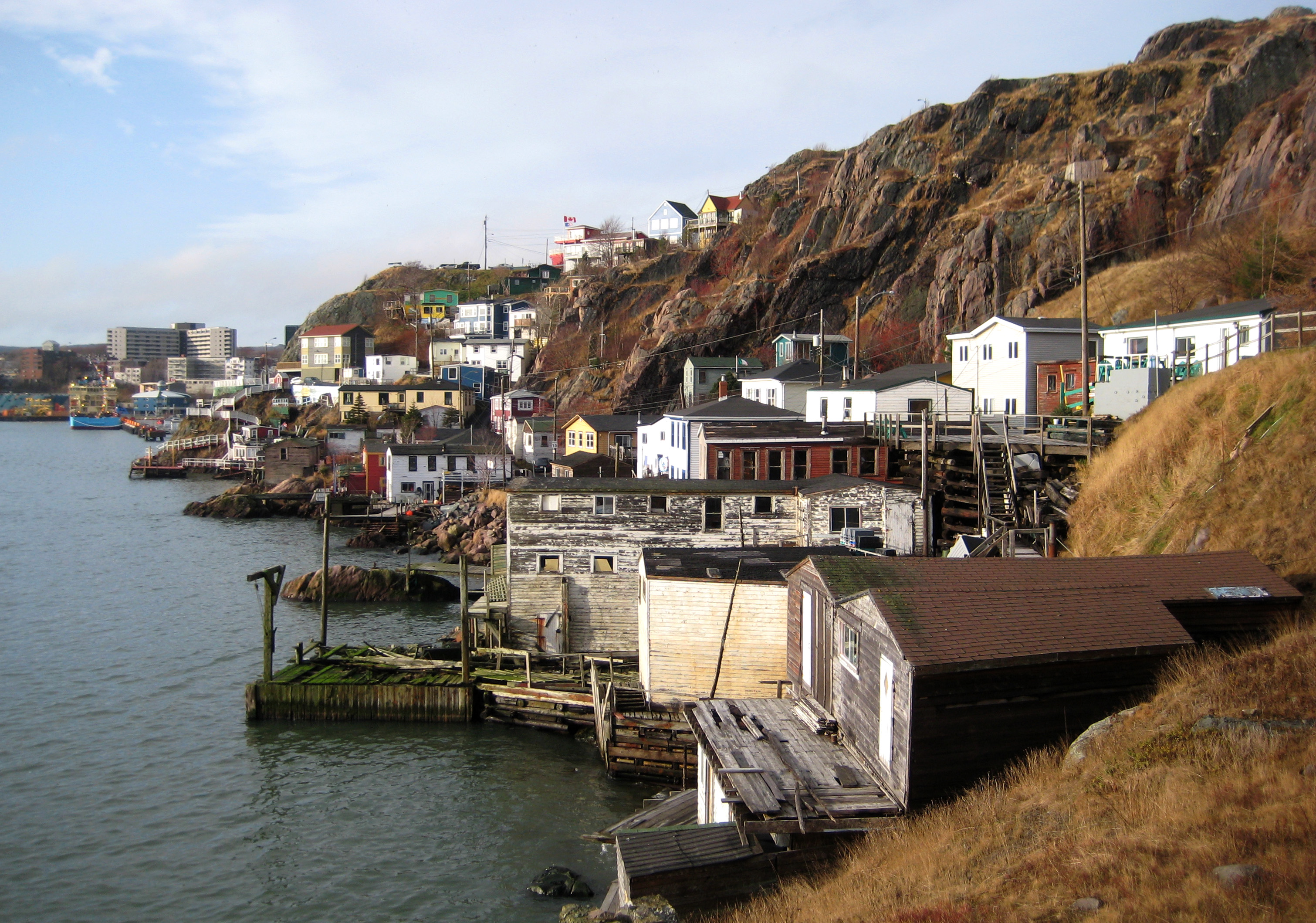
Batter村

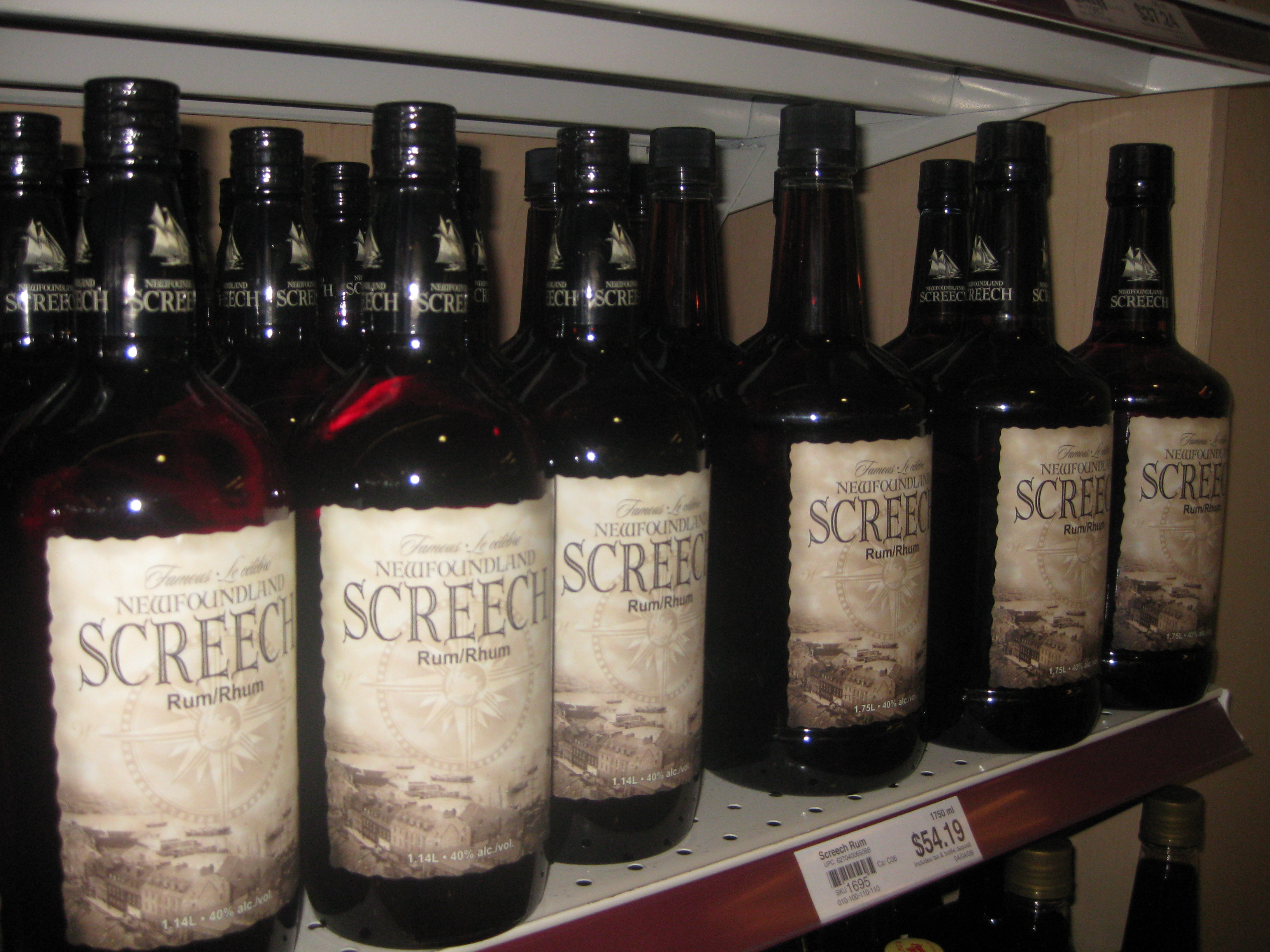
Screech朗姆酒

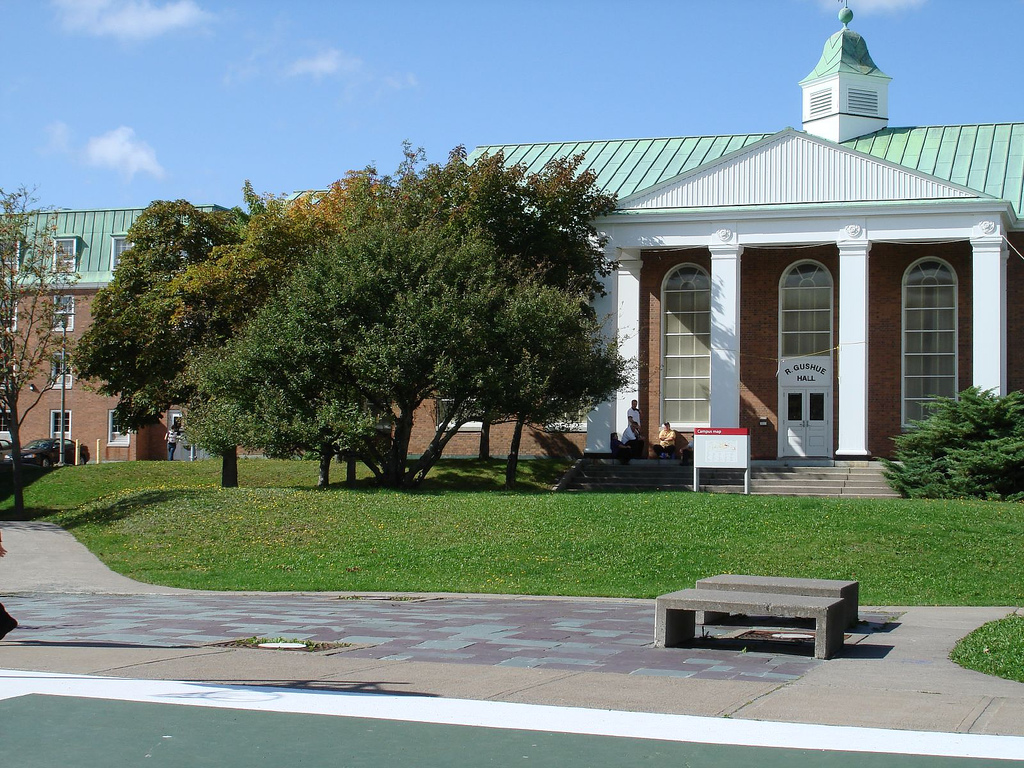
紐芬蘭紀念大學

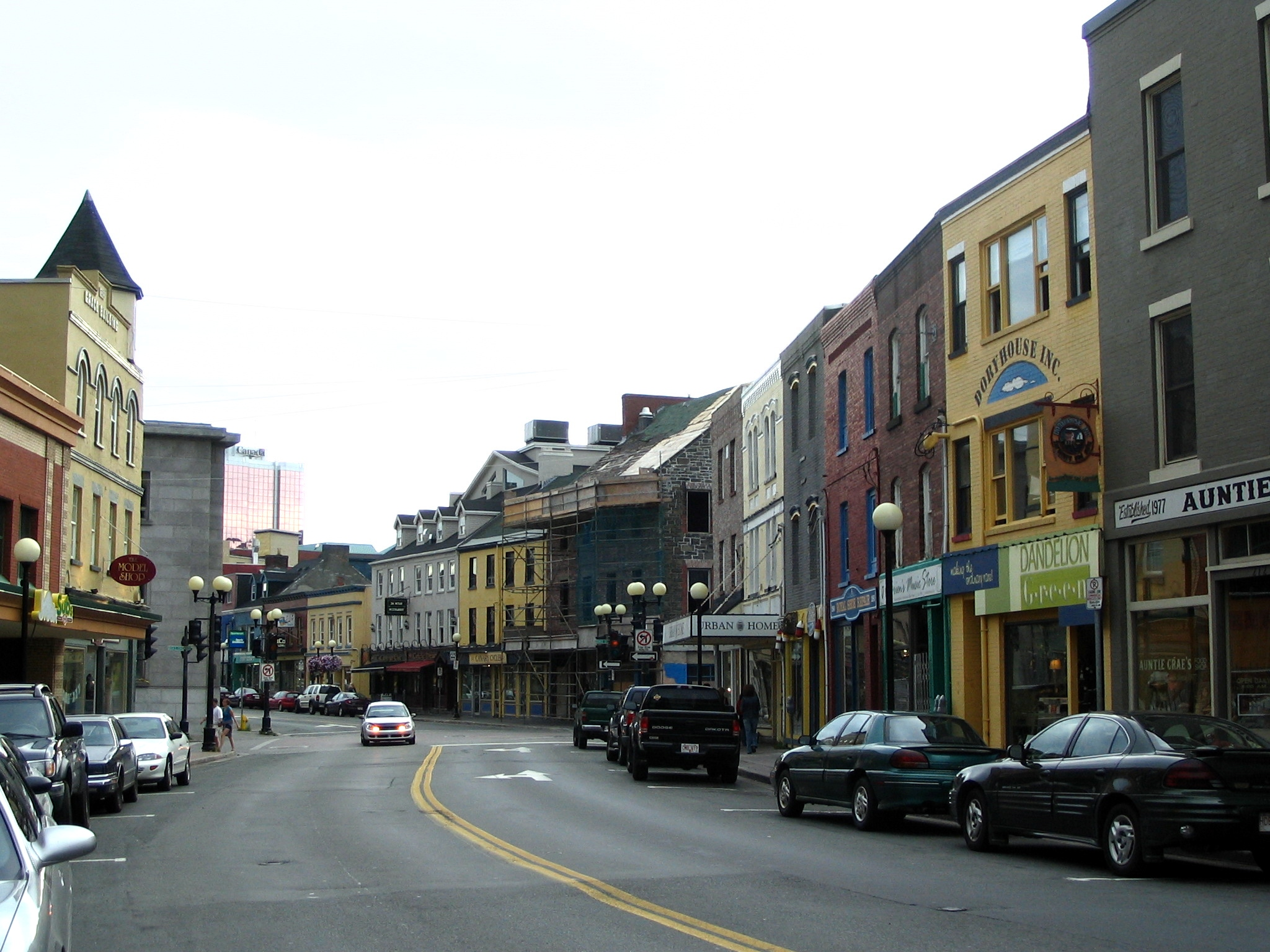
省府聖約翰斯

紐芬蘭-拉布拉多省位於加拿大東端，由紐芬蘭島和拉布拉多地區組成，貝爾島海峽將這兩部分隔開。拉布拉多地區西鄰魁北克省，北方和努納武特地區隔海相望。該省亦包括七千多個小島。全省面積佔加拿大的4.06%。
紐芬蘭島本身約略呈三角形，邊長約400km，面積108,860km²。紐芬蘭及其附屬島嶼的總面積為111390km²。紐芬蘭島南至北緯46°36'，北至北緯51°38'。
拉布拉多地區以西與魁北克的邊界的西段為拉布拉多半島的分水嶺；流向大西洋的河流的流域屬拉布拉多，反之則屬魁省。拉布拉多及附屬島嶼的總面積為294330km²。最北端位於契德利角（Cape Chidley），拉布拉多地區在該地與努納武特地區有極短的省境線。拉布拉多位於加拿大地盾的東端；加拿大地盾是一片位於北美大陸北部的巨大變質岩地區。
紐芬蘭島之格羅莫讷國家公園的地貌表現出版塊漂移的過程，因而被列為世界遺產。位於紐島西岸的長嶺山脈（Long Range Mountains）是阿巴拉契亞山脈的東北延伸段。
該省在緯度上的跨度、西風帶的影響、海洋的寒流、及各地的地形特徵，都使該省的氣候種類眾多。其中，北拉布拉多屬於寒帶，南拉布拉多屬於亞寒帶，紐芬蘭島大致屬溫帶。

## 人口
2006年人口普查中，母語人口最多者分別是英語（97.7%）、法語（0.4%）、因努埃蒙語（Innu-aimun）（0.3%）及中文（0.2%）。
2001年人口普查中，人口最多的宗教宗派為天主教（37%）、加拿大聖公會（26%）、及加拿大聯合教會（17%）。
截至2021年10月1日，纽芬兰和拉布拉多省的人口为521,758人。超过一半的人口居住在纽芬兰的阿瓦隆半岛，这里是首都和历史上早期定居点的所在地。自2006年以来，该省人口自20世纪90年代初以来首次开始增长。2006年人口普查，该省人口为505,469人，比2001年减少1.5%。但是，到2011年人口普查时，人口增长了1.8%。
2021年初，纽芬兰和拉布拉多开始接受优先技能移民计划的申请。政府希望该计划每年能吸引2,500名新永久居民，重点关注在技术和海洋科学职业等需求超过当地培训和招聘的领域拥有专业经验的受过高等教育、高技能的新移民。

## 經濟
许多年来，纽芬兰与拉布拉多一直在经历经济衰退。在90年代初期，捕殺鱈魚是紐芬蘭的傳統產業。但20世紀下半葉的過度捕殺造成了紐芬蘭海域的鱈魚數量急劇下降，90年代初時的成年鱈魚數量為60年代初的1.1%。1992年，加拿大政府下令禁止捕鱈。鳕鱼捕捞业的崩溃使得省内出现了破纪录的失业率，人口也下降了大约60,000。21世纪以来，得益于能源和资源上的开发，该省的经济有了较大幅度的回暖。失业率下降，人口维持在稳定的水平并略有增长。省内财政也创纪录的出现了盈余，使得它不再是一个被视为“累赘”的省份。
2017年，紐芬蘭与拉布拉多省的GDP（现价）为330亿加币。其中，35.3%来自采矿，采油产业。；2019年一月就業人口22萬人，其中90.7%為服務業。
捕鱼业仍然是该省经济的重要组成部分，创造了约2万个就业岗位和4.4亿的GDP。在2017年，鳕鱼，黑线鳕，比目鱼,鲱鱼,鲭鱼
等鱼类合计的捕捞量约为92,961吨，价值1.4亿加币。而贝壳类海鲜（虾，螃蟹，龙虾，扇贝等）的产量为101,922吨，价值6.3亿加币。海豹捕杀业的产值为190万加币。新兴的水产养殖业在2015年生产了超过22,000吨大西洋鲑,虹鳟和贻贝，创造产值超过1.61亿加币。预计生蚝的养殖也将在省内开始进行。
2008年，紐芬蘭-拉布拉多實際經濟增長率為18%；受全球經濟危機影響，2009年預計出現7.7%的負增長；2008年失業率是13.2%，為70年代以來的最低值。
石油、天然氣開採為紐芬蘭-拉布拉多省的新興支柱產業。紐芬蘭有三處海底油田：Hibernia、White Rose和Terra Nova。2008年總產量為1億2520萬桶。
2008年，省礦業總產量約合46.5億加元，其中鐵礦約佔22.4億加元，鎳約佔17.1億加元，銅約佔4.7億加元。
省製造業的主要組成部分為食品加工、煉油、及新聞紙。

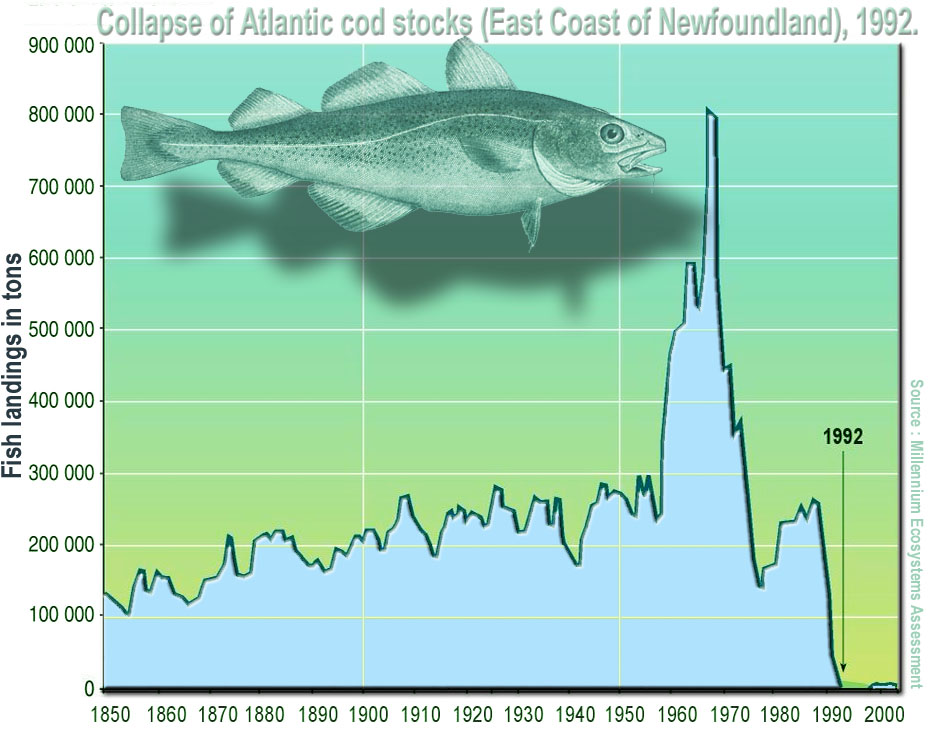
大西洋鱈魚產量急速降低

## 紐芬蘭英語
該地是英國最早的殖民地，其英語發展出了與傳統加拿大英語以及其他講英語的地區與眾不同獨特口音的紐芬蘭英語。

## 重要城市

### 都会区
| 排名 | 都会区名稱     | 2016人口 |
| ---- | -------------- | -------- |
| 1    | 圣约翰斯 CMA   | 205,955  |
| 2    | 科纳布鲁克 CA  | 31,917   |
| 3    | 大瀑布-温莎 CA | 14,171   |
| 4    | 甘德 CA        | 13,234   |
| 5    | 罗伯茨湾 CA    | 11,083   |

## 外部連結
维基共享资源上的相關多媒體資源：紐芬蘭與拉布拉多省